# سعد الدين شاهين
سعد الدين علي شاهين (7 مايو 1950) شاعر وكاتب أردني - فلسطيني. ولد في بيت جالا في القدس. حصل على دبلوم معهد المعلمين للآداب في عمان سنة 1970. عمل مدرّسًا وإداريًا في الأردن، والإمارات. له دواوين شعرية عديدة.

## سيرته
ولد سعد الدين علي محمّد شاهين 7 مايو 1950/ 20 رجب 1369 في بيت جالا بالقدس، وقضى طفولته هناك. ثم ذهب إلى الأردن ودرس الثانوية العامة في مدرسة رغدان الثانوية بعمان سنة 1968، وحصل على شهادة الدبلوم من معهد المعلمين للآداب سنة 1970.

اشتغل بالتدريس والإدارة والإشراف التربوي في الإمارات العربية المتحدة منذ 1971 حتى 1985. أسس مؤسسة تربوية خاصة في عمّان سنة 1984 وهو مديرها العام منذ تأسيسها، كما ترأس هيئة المديرين في الشركة العربية للصناعات البلاستيكية الطبية منذ سنة 1990، وهيئة المديرين في شركة العميد للصناعات الدوائية منذ سنة 2010.
شغل عضوية الهيئة الإدارية في رابطة الكتاب الأردنيين أكثر من مرة، وتولّى أمانة السر فيها بين 2000 و2004، ثم في عام 2019 حتى استقالته في عام 2020. تولى منصب أمين الثقافة في اتحاد كتاب اسيا وافريقيا واميركا اللاتينية عام 2019،[بحاجة لمصدر] ومساعدا للأمين العام في اتحاد الكتاب العرب لشؤون آسيا، وتولى رئاسة تحرير مجلة اوراق التي تصدرها رابطة الكتاب الأردنيين عام 2020 , كما رأسَ نقابة أصحاب المدارس الخاصة في الأردن منذ 1993 حتى 1996، وأسس فرقة الأجنحة للتراث والفنون في عمّان سنة 1990.
كتب عن منتجه الأبداعي عدة رسائل وكتب منها: اليات التناص ودلالته في شعر سعد الدين شاهين تأليف جمال علي شهاب واشراف الدكتورة مها المبيضين 2016 جامعة ال البيت، رؤية النص ودلالته عن دار اليازوري تأليف الدكتور عبد الحميد المعيني والدكتور زياد أبو لبن 2019 , كتاب القدس ترسم صورتها في شعر سعد الدين شاهين الدلالات والجماليات عن دار اليازوري 2022 للدكتور عبد الحميد المعيني.

## جوائزه
- 1990: المرتبة الثانية في جائزة الخليج للشعر العربي التي نظمها صحيفة الخليج في الإمارات عن مجموعته ديوان البشرى
- 2002: الجائزةَ الثانية لأفضل عمل غنائي محلي متكامل في مهرجان أغنية الطفل العربي الثامن في الأردن، عن أغنية لي دوري بحياة أفضل من كلماته[4]
- جائزة أفضل ديوان شعر عن القدس عن ديوانه وحيداً سوى من قميص الأغاني من رابطة المثقفين المقدسيين 2015[9]
- 2019: جائزة الابداع من جوائز ناجي نعمان الأدبيَّة في موسمها السابع عشر[10]

## مؤلفاته
له رواية بعنوان الموت لا يأتي دائماً (التعفير)، 2002. من دواوينه الشعرية:
- ديوان البشرى، 1990
- واحة أمل، شعر وأغانٍ وطنية، 1994
- على دفتر الحلم، 1998
- مرتفعات الظل، 1998
- أوبريت طيور الوحدة، 1999
- عطش النرجسات، 2001
- مراسيم لدخول آمن، 2007
- أرى ما رأته اليمامة، 2009
- وحيداً سوى من قميص الأغاني، 2013
- أهدتني البحر وخبأت الشاطئ 2014
- نزف بريء، 2019 [11]
- اعتقد بالماء خلف السد 2020
- حُمِّلتُ رأسي واتخذت السندباد، 2020 [12]

من كتبه للأطفال:
- بسمات مبكرة، شعر وأناشيد للأطفال، 2005
- حروف وقطوف العربية، تعليمي للأطفال 2005
- كتاب مدارات في الرياضيات، تعليمي للاطفال 2005
- كتاب first hundred word تعليمي للأطفال
- دوار الشمس (شعروأناشيد) ، 2013